# 法国总统

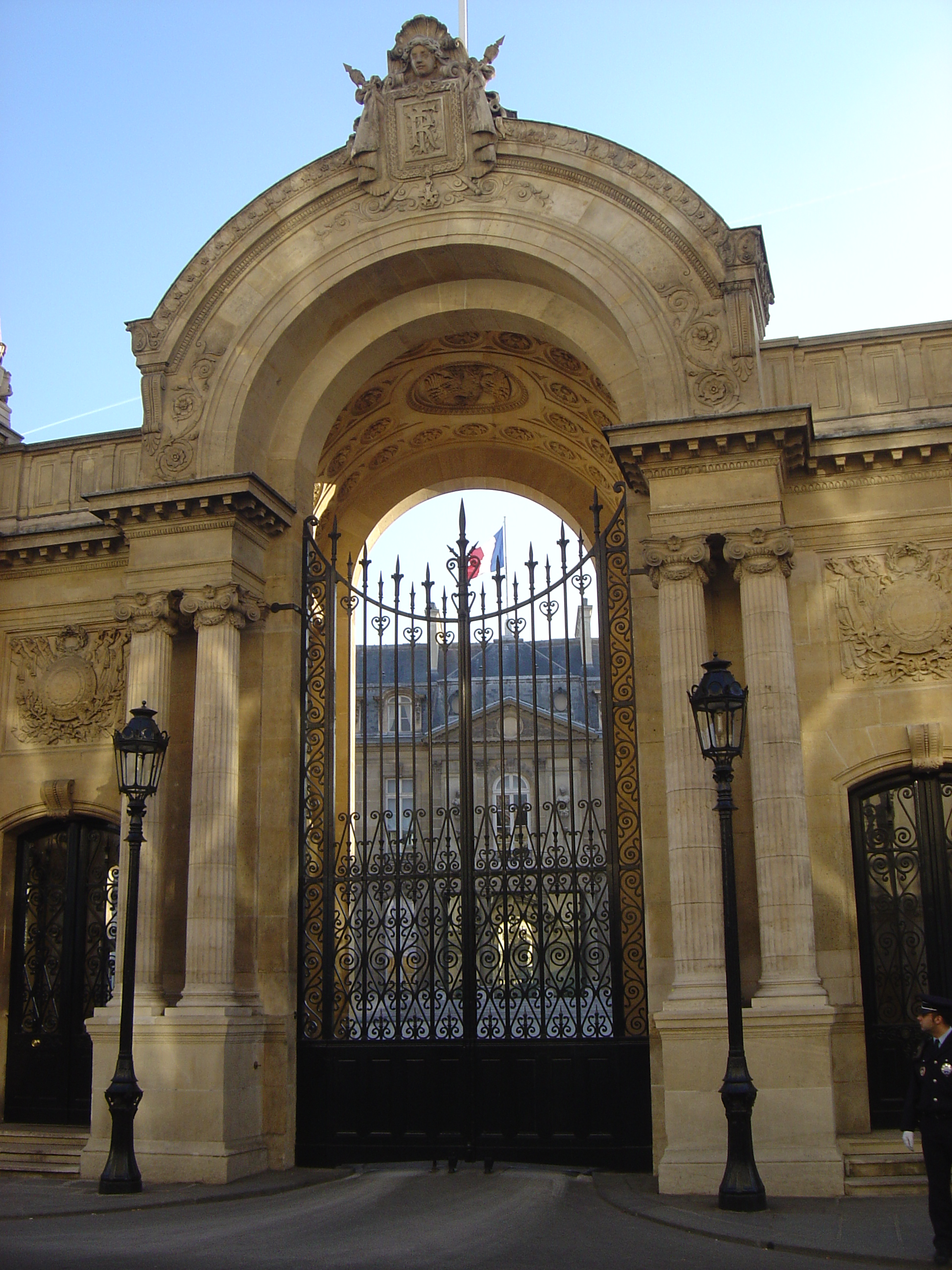
法國總統官方居所爱丽舍宫

法蘭西共和國總統（法語：Président de la République française），簡稱法國總統，是法国的國家元首。總统是國家元首和武裝部隊最高司令。現今的法國是法蘭西第五共和國，根據1958年《法國憲法》，法國總统與總理領導的內閣執掌行政權，由全體法國符合資格的選民直接選舉產生，任期為5年（2002年以前任期為7年），可連選連任一次。另根据《安道爾憲法》，法國總统也是安道尔兩位國家元首之一（另一位是天主教烏格爾教區總主教）。

## 歷史
在法國第三共和及第四共和時期，由於國民議會為確保共和派的政黨保持多數，避免總統專權導致保王派復辟法國王室（波旁、奧爾良、波拿巴），過去總統只是擁有象徵權力，憲法保證國會專制，政黨眾多造成政府不穩定，內閣更替頻繁，因此夏爾·戴高樂1958年再次主政並在第五共和成立後便催生出「半總統制」（相關名詞包括雙首長制、混合制等），地方議會、國會及總統選舉改採兩輪投票制，並加強總統的權力，總理向總統負責，總統有權解散國會。
法国自1958年第五共和起实行半总统半议会民主制（雙首長制）；因此根据新宪法，总统具有很大权力，有权力解散国民议会（下議院），组织全民大选，以及在国家非常时期采取必要措施的全权等；同时总统有权在议会多数党中任命总理和批准由总理提名的内阁成员。

## 產生制度
根據法國現行的第五共和國憲法，法國總統由普選産生，採用多數两轮选舉制。即在第一輪投票中如無人獲得超過半數的選票，則要進行第二輪投票，由選民在首輪選舉中得票率第一和第二的兩位候選人中選出一位擔任總統。如進入第二輪的兩名候選人中有人退出競選，則由其他候選人按第一輪得票多數的順序遞補（但其得票率應達到5%）。第二輪投票在第一輪投票後的第二個星期日舉行。
憲法規定，總統候選人必須是年滿18歲的法國公民，同時還需獲得來自法國至少30個以上省份的500名民選代表的連署支持。憲法委員會負責審核候選人資格並正式公布候選人名單。候選人還必須向憲法委員會提交密封的本人財産狀況報告，以備當選總統後開啟公布。
自法國1962年修改憲法，實行總統普選以來，從無一人能在第一輪投票就當選總統，因此每次都需進行第二輪投票。